# Dějiny firmy Baťa v Uherském Hradišti

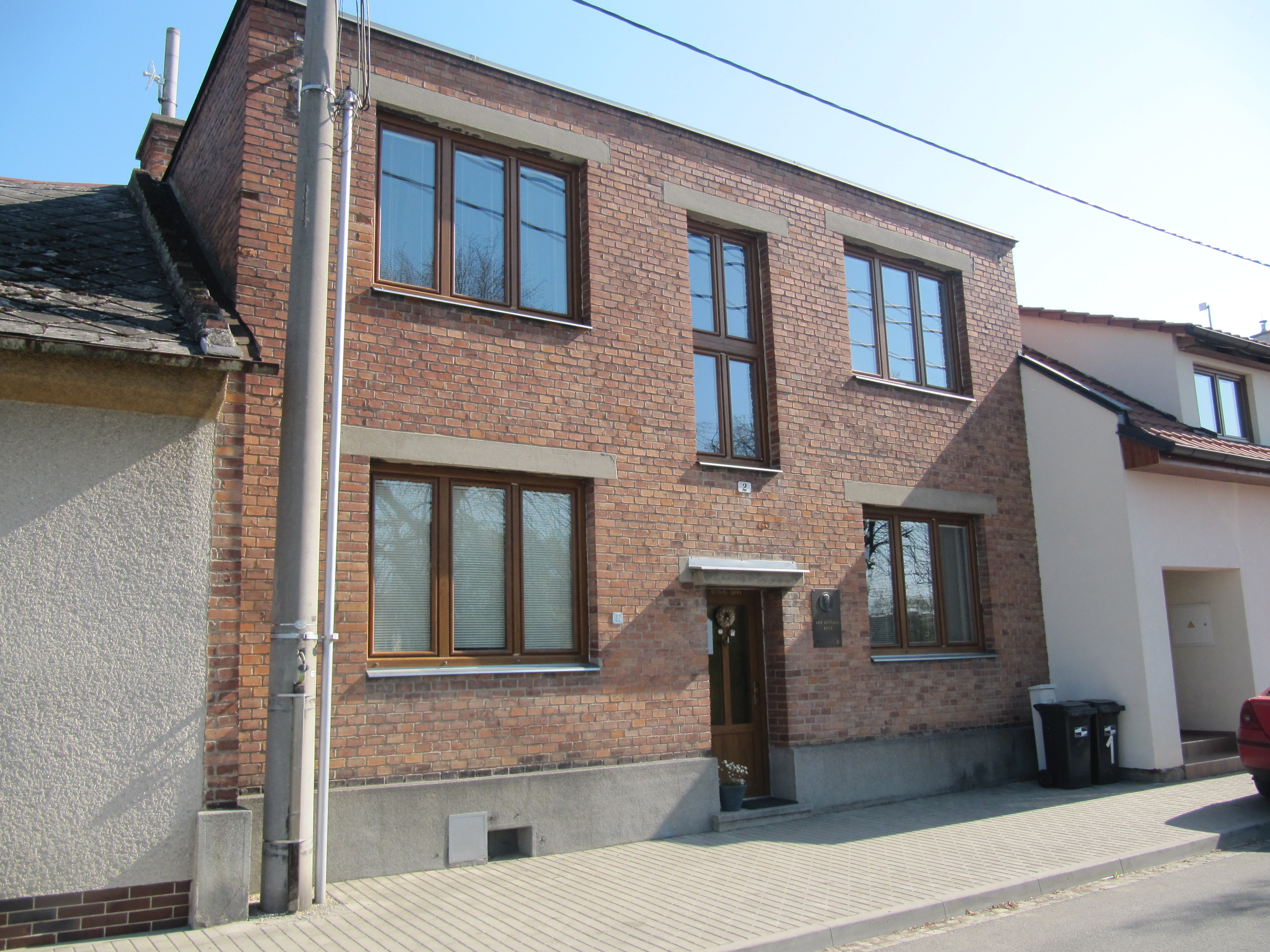
Dnešní podoba domu č. p. 2 v Uherském Hradišti – Rybárnách, kde roku 1886 vznikla první Baťova firma.

Začátek působení firmy Baťa v Uherském Hradišti se datuje do roku 1886, kdy se Antonín Baťa starší po smrti své první ženy Anny přestěhoval z městečka Zlína do města Uherského Hradiště. Žil nejprve v domě obuvníka Miškéře č. p. 144 na Františkánské ulici, později si pořídil dům č.p. 2 na předměstí ve čtvrti Rybárny za řekou Moravou, kde žili ševci. Zde založil svůj podnik Anton Bata, erste wallachische Hunya & Filzschuhe – Erzeugung.

## Zařízení firmy
Baťova dílna se s postupem času rozrůstala a zahrnovala později několik domů, každý se specializovanou výrobou. Jeho "manufaktura" byla často navštěvována jak představiteli města tak i jinými ševci, kupř. obuvník Adolf Wolf, který si později otevřel vlastní továrnu v Prostějově. Baťova dílna sídlila v č. p. 109, kde byla štěpárna, v č. p. 108 zde byla střihárna a v č. p. 2, kde byla dílna tovaryšů. Pracovní doba byla od 7:00 do 20:00 a v dílnách se zpívalo a byly vybaveny od počátku stroji: 3 prošívací stroje Ringschiefer a šlapací šicí stroje Singer – 8 kusů – na počátku historie dílny. Výdělek zaměstnanců (kupř. 14letá šička) činil 7 rýnských týdně. Antonín Baťa st. zde vynalezl svůj patentovaný celoplechový držák polotovarů. V č. p. 1 měla Baťova rodina svůj byt.

## Hierarchie
Starší syn Antonín Baťa dohlížel na provoz a druhý syn Tomáš Baťa (třetí dítě Antonína Bati staršího) se staral o prodej na trzích v okolních regionech a později i v Praze. Později paletu výrobků rozšířili o nové druhy, kupř. otevřené střevíce tzv. mikáda.

## Zánik závodu
Na výrobu v této Baťově dílně měl velký vliv také mohutný požár města 17. dubna 1894, který překazil realizaci velké zakázky pro Budapešť, ale i přesto se firma vzpamatovala. Bankrot firmy Koditsch & Co. ve Vídni však znamenal pro Baťovu dílnu konec. Jelikož si Antonín Baťa starší neověřoval při obchodování s firmou Koditsch & Co. její solventnost, podepsal její směnku bez vědomí svého syna Antonína na 20 000 zlatých. Po požadavcích věřitelů, zbyl tedy ze 4 domů v Rybárnách pouze jeden dům č.p. 2. Baťova dílna v UH byla definitivně zrušena roku 1907 jeho ženou Ludmilou Baťovou.

## Baťovi synové
Synové Antonín Baťa a Tomáš Baťa se v dílně vyučili a poté se osamostatnili. Založili si v roce 1894 ve Zlíně (na náměstí v domě č. p. 6) spolu se svojí sestrou Annou vlastnili firmu "Antonín Baťa, výroba obuvi" a od srpna 1900 již "T. & A. Baťa". Od otce kromě kapitálu 800 zlatých, které jim vyplatil z věna jejich matky, a zkušeností získali také několik strojů. V Uherském Hradišti se také narodil druhý pokračovatel v industriálním díle Tomáše Bati, jeho nevlastní bratr, Jan Antonín Baťa. Ten byl v roce 2007 soudem očištěn od kolaborace s nacisty ve všech bodech poválečné obžaloby.

## Současnost
Ve 30. letech 20. století měla firma Baťa prodejnu v Prostřední ulici, dodnes tam sídlí obchod obuvi. S firmou Baťa a s velkou hospodářskou krizí souvisí také stavba technicky unikátního Baťova kanálu v sousedství Starého Města a Rybáren. Od 1. září roku 2009 je zastoupena v Uherském Hradišti také Univerzita Tomáše Bati. 20. ledna 2006 navštívil město Tomáš Baťa ml. a posadil se mimo jiné také do lavice na obchodní akademii. V domě č.p. 2 sídlí od roku 2010 Nadační fond Jana Antonina Bati a od roku 2017 zde byla obnovena výroba sodovky s názvem BAŤOVKA 1897.